# Ivy Bridge微架構
Intel Ivy Bridge是Intel所研發的處理器微架構，也是Sandy Bridge微架構以22納米+3D三柵極電晶體製程製造的版本。由於只是製程改進版，因此基於Ivy Bridge微架構的處理器可以向下相容於Intel Sandy Bridge微架構平台的6系列晶片組，但可能需要主機板廠商提供BIOS/UEFI韌體升級才可支援。Intel發布Ivy Bridge微架構處理器的同時還推出了7系列晶片組與之搭配，7系列晶片組與6系列晶片組相比，最大的區別在於7系列晶片組原生支援USB 3.0、SATA 3.0，同樣，Intel Sandy Bridge微架構的處理器也可使用於Intel 7系列晶片組。
Intel在2011年第三季度已經宣布基於Ivy Bridge微架構的處理器進入量產階段，2012年4月29日正式推出其四核心型號，而雙核心型號的處理器，由於銷售業績不如預期，Intel為了清理Sandy Bridge微架構處理器的庫存，改在2012年6月份推出，基於Ivy Bridge微架構的Core i3桌面版於2012年第三季度推出。

## 特性
不同於此前的Nehalem進化至Westmere，Intel Ivy Bridge微架構基於Intel Sandy Bridge微架構的改進較多，包括：
- 三柵極電晶體（3D電晶體）技術，與相同效能的平面雙柵極電晶體相比，最多可減少50%的電能消耗。[10]
- PCI Express 3.0。[11]
- 超頻時無需重啟計算機。[12]
- DDR3記憶體時脈頻率最高支援至2800MHz；可以以200Mhz為一級逐步調整。[12]
- 整合顯示核心再次升格為Intel HD Graphics 2500/4000，全面支援DirectX 11、OpenGL 3.1和OpenCL 1.1[13]，而且Intel也表示新一代HD Graphics可以支援OpenGL 4.0，但需要9.17.10.2729 beta版或更高版本的驅動程式。[14]
- 整合顯示核心有6至16個EU（執行單元），而Sandy Bridge微架構的HD Graphics 3000最多只有12個執行單元。[15]
- 新的隨機數生成器以及RdRand指令。[16]代號“Bull Mounttain”。[17]
- 流動平台的處理器還支援DDR3L（低電壓版DDR3 SDRAM）和可設定的TDP（熱設計功耗）。[18]
- 多屏顯示輸出，分辨率最高可達4K。
- Intel Quick Sync Video（快速視訊同步）。[15]

一些新功能需要搭配7系列晶片組方可支援，Ivy Bridge處理器儘管可以搭配6系列晶片組，但部分功能將沒有支援而無法使用。Intel已經公佈了Ivy Bridge搭配6系列晶片組時有支援限制的功能特性。

## 效能表現
與Sandy Bridge相比：
- CPU有5%至15%效能提升[20]
- iGPU(內建繪圖核心)有25%至68%效能提升[20]
- 耗電量降低30%[21]

## 過熱問題
受惠於製程由32nm進步到22nm，桌上版四核心型號耗電量由95W降至77W。但不少超頻愛好者以及媒體的反映，解鎖倍頻型號的Ivy Bridge處理器在超頻並滿負載運作時的核心溫度要比同樣狀況下的Sandy Bridge處理器多高出攝氏20 °C（68 °F），在廠方預設電壓下超頻情況依舊。一些超頻愛好者認為這是Intel在處理器出廠時“偷工減料”來壓低成本，在原本處理器金屬散熱頂蓋和處理器核心的空隙處使用普通導熱矽脂，而非導熱性要比矽脂好幾百倍的金屬焊接，他們通過撬開Ivy Bridge的首發型號之一的Core i7-3770K處理器的頂蓋證實這一點。由於普通矽脂導熱效率遠不如金屬焊接，因此原本就已經很小的處理器核心變成熱量集中地 。此外，採用3D三柵極電晶體製程亦令晶片密度進一步提高。另一種觀點認為，Ivy Bridge處理器的核心面積太小，已經接近矽的導熱極限，無論是金屬焊接還是其它措施都只能緩解散熱問題。後來日本的Impress PC Watch （页面存档备份，存于）通過對處理器開蓋並以不同的導熱膏來進行測試，證實Intel原廠所使用普通導熱矽脂是造成Ivy Bridge超頻時溫度過高的主要元兇。
Intel也承認由於縮小的核心面積，導致在Ivy Bridge和Sandy Bridge的發熱量相當的條件下，晶片表面的熱量密度由於晶片面積減少而大增的情形出現。但Intel對於導熱矽脂的問題則避而不談，還稱不會為已出廠的和後續的處理器產品作出改良。這種情況與當年Intel發布使用90納米製程的Prescott核心之Pentium 4有同工異曲之處——都是由於晶片面積縮小，導致發熱量與前代晶片相同的情況下，熱量密度過高而引起的處理器核心溫度過高。
翌年推出的極緻版及伺服器處理器Ivy Bridge-E/EP保留金屬焊接，待機及滿載時的溫度都比Sandy Bridge-E/EP低。這證明採用3D三柵極電晶體及更小的核心面積都不是導致溫度升高的原因，相反溫度仍能下降。

## 技术规范比較
| Ivy Bridge      | Ivy Bridge | Ivy Bridge | Ivy Bridge | Ivy Bridge | Ivy Bridge | Ivy Bridge                             |                   | Sandy Bridge     | Sandy Bridge | Sandy Bridge | Sandy Bridge | Sandy Bridge | Sandy Bridge | Sandy Bridge                           |
| 核心代號        | 核心數量   | 快取       | iGPU       | 電晶體     | 晶片面積   | 處理器插座                             | 核心代號          | 核心數量         | 快取         | iGPU         | 電晶體       | 晶片面積     | 處理器插座   |                                        |
| --------------- | ---------- | ---------- | ---------- | ---------- | ---------- | -------------------------------------- | ----------------- | ---------------- | ------------ | ------------ | ------------ | ------------ | ------------ | -------------------------------------- |
| Ivy Bridge-M-2  | 2          | 3MB        | 6          |            | 94 mm2     | LGA 1155, rPGA988B, BGA-1224, BGA-1023 |                   | Sandy Bridge-M-2 | 2            | 3MB          | 6            | 5.04億       | 131 mm2      | LGA 1155, rPGA988B, BGA-1224, BGA-1023 |
| Ivy Bridge-H-2  | 2          | 4MB        | 16         |            | 118 mm2    | LGA 1155, rPGA988B, BGA-1224, BGA-1023 | Sandy Bridge-H-2  | 2                | 4MB          | 12           | 6.24億       | 149 mm2      |              | LGA 1155, rPGA988B, BGA-1224, BGA-1023 |
| Ivy Bridge-HE-4 | 4          | 8MB        | 16         | 14億       | 160 mm2    | LGA 1155, rPGA988B, BGA-1224, BGA-1023 | Sandy Bridge-HE-4 | 4                | 8MB          | 12           | 9.95億       | 216 mm2      |              | LGA 1155, rPGA988B, BGA-1224, BGA-1023 |
| Ivy Bridge-HM-4 | 4          | 6MB        | 6          |            | 133 mm2    | LGA 1155, rPGA988B, BGA-1224, BGA-1023 | Sandy Bridge-EP-4 | 4                | 10MB         | N/A          | 12.7億       | 294 mm2      | LGA 2011     |                                        |
|                 |            |            |            |            |            |                                        | Sandy Bridge-EP-8 | 6∗/8             | 20MB         | N/A          | 22.7億       | 435 mm2      | LGA 2011     |                                        |

*iGPU代表內置顯示核心，數字是執行單元(EU)的數目
Ivy Bridge依然沒有消費級的八核心處理器。最強的消費級處理器是六核心的i7-4960X，售價999美元。
最便宜的八核售價885美元，但頻率很低，只適用於入門級伺服器。工作站則有高頻的八核處理器。E5-1680v2運行於3.0GHz，但售價達到1723美元。

## 處理器列表
用於Intel Xeon系列的Ivy Bridge製品核心數量最高將會達到15核心，透過超執行緒技術使執行緒數量多達30條，三級快取容量37.5MB，支援四通道DDR3-1600記憶體、Turbo Boost 2.0（渦輪加速）、AVX指令集、QPI匯流排、內建SATA/SAS控制器以及PCI-E 3.0控制器等特性。與C602J伺服器晶片組組成平臺代號『Brickland』的伺服器平臺。

## 芯片组

### 7系列芯片组
由于Intel限制，Z77、H77、B75不支持 Windows Vista操作系统。

## 下一代微架構
Intel在2011年9月展示了Intel Sandy Bridge/Intel Ivy Bridge的下一代微架構——Intel Haswell，並宣布计划于2013年发布之，來取代现行的Sandy Bridge和Ivy Bridge架构。

## 外部連結
- . Tom's Hardware. 2012-04-23  [2012-05-29]. （原始内容存档于2012-07-14）.
- . Video presentation. Intel.   [2011-11-11].
- David Kanter. . realworldtech.com. 2012-04-22  [2012-04-24]. （原始内容存档于2012-06-27）.
- CPU World: Ivy Bridge Desktop CPU Lineup Details, Part II（页面存档备份，存于）
- CPU World: Prices of Ivy Bridge desktop CPUs（页面存档备份，存于）
- AnandTech: Ivy Bridge Desktop Lineup （页面存档备份，存于）